# Wicked Love (Foxes)
Wicked Love è un singolo della cantante britannica Foxes, pubblicato il 29 gennaio 2016 come settimo estratto dal secondo album in studio All I Need.

## Tracce
1. Wicked Love – 3:14